# Mylabris bistillata
Mylabris bistillata là một loài bọ cánh cứng trong họ Meloidae. Loài này được Tan miêu tả khoa học năm 1981.